# Chanteloup (Eure)
Chanteloup település Franciaországban, Eure megyében. Lakosainak száma 96 fő (2018. január 1.). Chanteloup Le Roncenay-Authenay, Mesnils-sur-Iton, Les Essarts, Manthelon és Le Sacq községekkel határos.

## Népesség
A település népességének változása:
| Lakosok száma | 86   | 69   | 47   | 52   | 60   | 86   | 89   | 92   | 98   | 96   |
|               | 1962 | 1968 | 1982 | 1990 | 1999 | 2008 | 2011 | 2013 | 2017 | 2018 |